# Agger nasi
Pour les articles homonymes, voir Agger et Nasi.
L'agger nasi (du latin : agger signifiant "monticule ou tas") est une saillie de la partie antérieure de l'os ethmoïde sur la face latérale de la cavité nasale. Il correspond à la présence d'une cellule de l'os ethmoïde : la cellule de l'agger nasi.
Il est situé sur le bord antérieur du cornet nasal moyen.
Une cellule élargie de l'agger nasi peut provoquer une obstruction mécanique du drainage des sinus frontaux.